# Cnemaspis indica
Espèce
Synonymes
- Gymnodactylus indica Gray, 1846

Statut de conservation UICN

 VU B1ab(iii) : Vulnérable
Cnemaspis indica est une espèce de geckos de la famille des Gekkonidae.

## Répartition et habitat
Cette espèce est endémique du sud de l'Inde. Elle vit dans la forêt tropicale humide des Ghâts occidentaux.

## Description
Cnemaspis indica mesure, queue non comprise, jusqu'à 30,4 mm.

## Publication originale
- Gray, 1846 : Descriptions of some new species of Indian Lizards. Annals and Magazine of Natural History, ser. 1, vol. 18, p. 429-430 (texte intégral).